# Missaglia
Missaglia é uma comuna italiana da região da Lombardia, província de Lecco, com cerca de 7.185 habitantes. Estende-se por uma área de 11 km², tendo uma densidade populacional de 653 hab/km². Faz fronteira com Casatenovo, Lomagna, Montevecchia, Monticello Brianza, Osnago, Perego, Sirtori, Viganò.

## Demografia
| Variação demográfica do município entre 1861 e 2011                               |
|                                                                                   |
| Fonte: Istituto Nazionale di Statistica (ISTAT) - Elaboração gráfica da Wikipedia |